# Trương An Thuận
Trương An Thuận (tiếng Trung giản thể: 张安顺, bính âm Hán ngữ: Zhāng ānshùn, sinh tháng 4 năm 1965, người Hán) là chính trị gia nước Cộng hòa Nhân dân Trung Hoa. Ông là Ủy viên dự khuyết Ủy ban Trung ương Đảng Cộng sản Trung Quốc khóa XX, hiện là Thường vụ Tỉnh ủy Hắc Long Giang, Bí thư Thành ủy Cáp Nhĩ Tân. Ông từng là Bí thư Ủy ban Chính Pháp Tỉnh ủy Hắc Long Giang; Tổng thư ký Tỉnh ủy Cát Lâm.
Trương An Thuận là đảng viên Đảng Cộng sản Trung Quốc, học vị Kỹ sư Công nghệ hàn, MBA. Ông có sự nghiệp xuất phát điểm từ nhà máy chế tạo ô tô, chuyển sang công tác thanh niên rồi tổ chức Đảng và chính quyền địa phương ở Cát Lâm, Hắc Long Giang.

## Xuất thân và giáo dục
Trương An Thuận sinh vào tháng 4 năm 1965 tại huyện Bình Âm, nay thuộc thủ phủ Tế Nam, tỉnh Sơn Đông, Cộng hòa Nhân dân Trung Hoa. Ông lớn lên và tốt nghiệp cao trung ở Bình Âm, thi cao khảo vào năm 1984 và đỗ Đại học Công nghiệp Cát Lâm, nay là Đại học Cát Lâm, tới thủ phủ Trường Xuân nhập học hệ công trình vật liệu kim loại, tốt nghiệp kỹ sư chuyên ngành công nghệ hàn vào tháng 7 năm 1988. Trong giai đoạn 1993–2001, ông tham gia các chương trình nghiên cứu sinh gồm chương trình tại chức về lý luận ckinh tế từ tháng 8 năm 1993 đến tháng 7 năm 1995 ở Trường Đảng Tỉnh ủy Cát Lâm; nghiên cứu về kinh tế thương mại ở hệ tài chính và kinh tế thương mại của Viện nghiên cứu sinh, Viện Khoa học xã hội Trung Quốc từ tháng 12 năm 1996 đến tháng 12 năm 1998; nghiên cứu quản lý công thương tại Trường Kinh doanh của Đại học Cát Lâm từ tháng 12 năm 1998 đến tháng 12 năm 2001, nhận bằng Thạc sĩ Quản trị kinh doanh. Trương An Thuận được kết nạp Đảng Cộng sản Trung Quốc tại trường Cát Lâm vào tháng 3 năm 1986, ông từng tham gia khóa bồi dưỡng cán bộ trung, thanh niên giai đoạn tháng 3–7 năm 2008 tại Trường Đảng Trung ương Đảng Cộng sản Trung Quốc.

## Sự nghiệp

### Cát Lâm
Tháng 7 năm 1988, sau khi tốt nghiệp trường Cát Lâm, Trương An Thuận được tuyển vào Nhà máy Chế tạo ô tô số 1, tiền thân của Tập đoàn FAW để công tác, bắt đầu với vị trí thiết kế viên của Nhà máy Chế tạo Sedan, một phân xưởng của Nhà máy số 1. Trong giai đoạn này, ông là Bí thư Đoàn ủy của Nhà máy Sedan, rồi Phó Bí thư Đoàn ủy của Nhà máy số 1, đến năm 1993, khi nhà máy được chuyển thể tại Tập đoàn FAW thì ông cũng chuyển chức làm Phó Bí thư Đoàn ủy của Tập đoàn. Tháng 6 năm 1994, ông được điều sang Đoàn Thanh niên Cộng sản Trung Quốc tỉnh Cát Lâm làm Phó Bí thư Thành đoàn Trường Xuân, rồi Bí thư Thành đoàn từ tháng 11 năm 1997. Đến tháng 6 năm 2000, ông tiếp tục được điều tới Thành ủy Trường Xuân, nhậm chức Phó Bộ trưởng Bộ Tổ chức Thành ủy, rồi được bầu vào Ủy ban Thường vụ Thành ủy từ tháng 1 năm 2008, phân về quận Triều Dương làm Bí thư Quận ủy. Vào tháng 12 năm 2002, ông trở lại làm Phó Thị trưởng Trường Xuân, được 3 năm thì tới địa cấp thị Thông Hóa làm Phó Bí thư Thị ủy, Thị trưởng từ tháng 10 năm 2005, rồi Bí thư Thị ủy từ tháng 6 năm 2007. Đầu năm 2008, ông ứng cử và trúng cử là đại biểu của Đại hội Đại biểu Nhân dân Toàn quốc khóa XI khóa 2008–13. Tháng 4 năm 2011, Trương An Thuận được bầu vào Ủy ban Thường vụ Tỉnh ủy Cát Lâm, cấp phó tỉnh, được điều tới Châu tự trị dân tộc Triều Tiên Diên Biên làm Bí thư Châu ủy trong 1 nhiệm kỳ cho đến tháng 1 năm 2016 thì nhậm chức Tổng thư ký Tỉnh ủy Cát Lâm, kiêm Bí thư Ủy ban Công tác cơ quan trực thuộc Tỉnh ủy.

### Hắc Long Giang
Tháng 11 năm 2019, sau hơn 30 năm công tác ở Cát Lâm, Trương An Thuận được điều tới Hắc Long Giang, chỉ định vào Ủy ban Thường vụ Tỉnh ủy, phân công làm Bí thư Ủy ban Chính Pháp Tỉnh ủy Hắc Long Giang. Ngày 25 tháng 2 năm 2022, ông được điều về thủ phủ Cáp Nhĩ Tân, nhậm chức Bí thư Thành ủy, kiêm Bí thư thứ Nhất Khu Cảnh bị Cáp Nhĩ Tân. Cuối năm này, ông là đại biểu của đoàn Hắc Long Giang dự Đại hội Đảng Cộng sản Trung Quốc lần thứ XX. Trong quá trình bầu cử tại đại hội, ông được bầu là Ủy viên dự khuyết Ủy ban Trung ương Đảng Cộng sản Trung Quốc khóa XX.